# آبي كروغر
آبي كروغر (بالإنجليزية: Abe Kruger)‏ هو لاعب كرة قاعدة أمريكي، ولد في 14 فبراير 1885 في Morris Run, Pennsylvania ‏ في الولايات المتحدة، وتوفي في 4 يوليو 1962 في إلميرا في الولايات المتحدة.

## وصلات خارجية
- آبي كروغر على موقعبيزبول رفرنس.كوم (الدوري الرئيسي) (الإنجليزية)
- آبي كروغر على موقعبيزبول رفرنس.كوم (الدوري الثانوي) (الإنجليزية)